# Ребаб
Реба́б (араб. ربابة) — струнний смичковий інструмент арабського походження, з майже круглим корпусом і круглим невеликим отвором для резонансу на деці. У Єгипті ربابة‎ вимовляють як «рабаба», в Іраку інструмент відомий як «джавза» або «джоза» (араб. جوزه).
Розрізняють два різновиди. «Ребаб поетів» («ребаб-ех-хаєр») — має одну струну. Діапазон — від ре до сі- бемоль в першій октаві. «Ребаб співаків» («ребаб-ель-моганні») має дві струни. Діапазон від ля в малій октаві до ля у першій. Грають смичком, тримаючи ребаб на колінах. Ребаб служить для акомпанементу до декламації або співу одноманітною мелодійної фігурою. В арабському оркестрі ребаб не зустрічається.
Ребаб був запозичений в Європу в XII ст. під назвою «ребек». У Туреччині існує ребаб триструнний — кабак кемане. У персів інструмент такого типу зветься каманче. Киргизи викорситовують кил кияк, туркмени — гиджак.
Різновиди ребаб під різними назвами зустрічаються у різних народів сходу (див. також «Лавабо»).

## Галерея

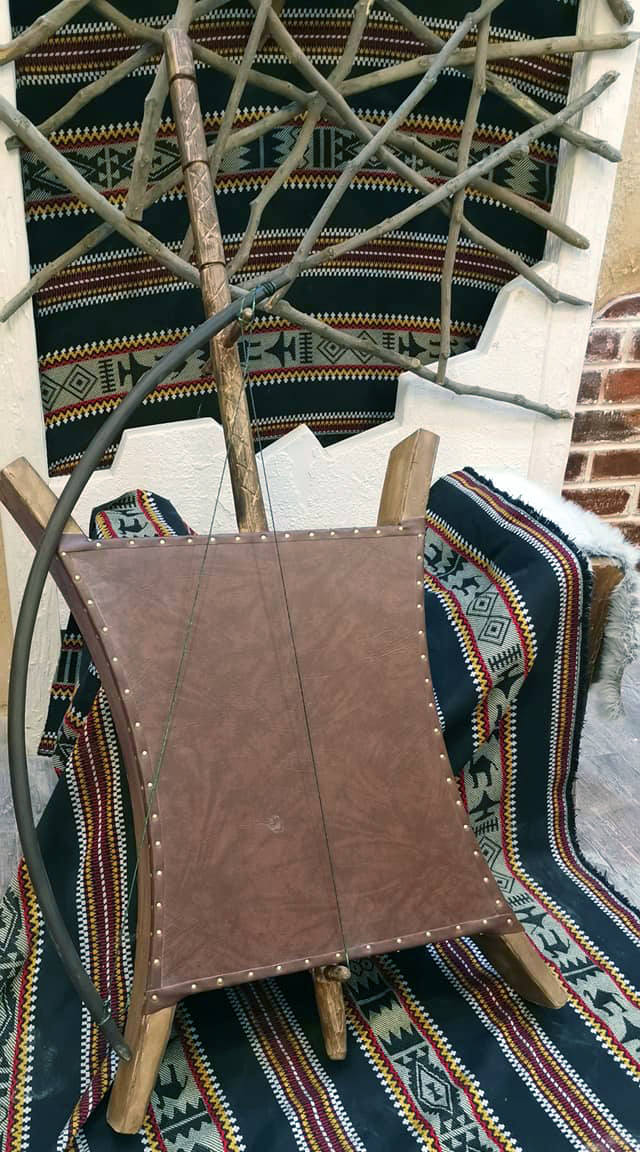
Ребаб з Ємена
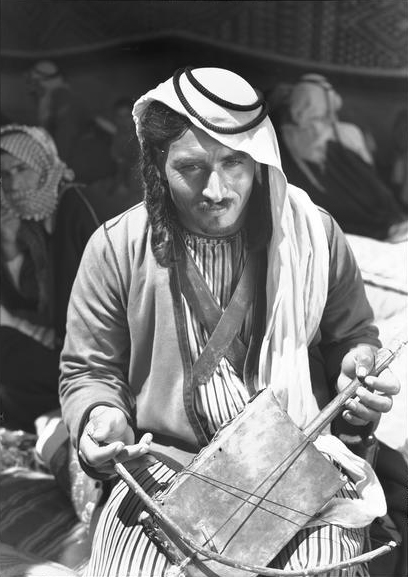
Бедуїн грає на ребабі в часи Другої світової війни
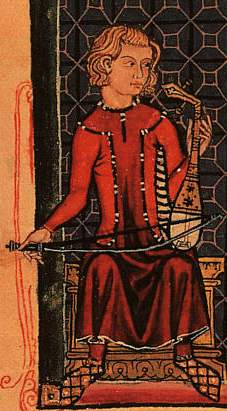
Мініатюра Cantigas de Santa Maria d'Alfons X el Savi. Музикант грає на ребеку (ребабі) у південноєвропейській манері
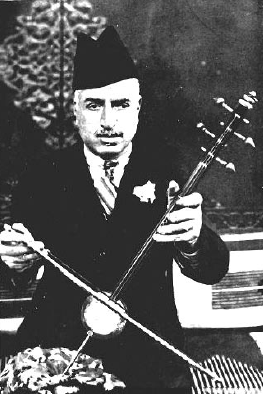
На джозі грає Салі Шемаїл. Перший каїрський конгрес арабської музики (1932)